# Greisy Mena
Greisy Mena (1 de febrero de 1992) es una actriz de cine, teatro y televisión venezolana.

## Biografía
Nacida el 1 de febrero de 1992 en Caracas.
Greisy Mena cursó estudios como actriz en el programa de formación de la Compañía Nacional de Teatro de Caracas y en el Taller Experimental de Teatro con el Teatro del Contrajuego. También es egresada de la Universidad Central de Venezuela en la Escuela de Comunicación Social.

## Carrera
En cine ha participado en los largometrajes Maroa, Postales de Leningrado, Cyrano Fernández, Día Naranja, Hermano, La vida precoz y breve de Sabina Rivas, El Malquerido y El Show de Willi. Entre sus cortometrajes están Los elefantes nunca olvidan, El reformado, El silencio de los sapos, Onda corta, ¿Qué importa cuánto duran las pilas? e Hijo de puta. 
También ha participado en obras de teatro clásico y contemporáneo como La plazoleta, Sueños de una noche de verano, Romeo y Julieta, Un hombre es un hombre, La sangre, Impregnado en mi piel, Carlitos el superhéroe, Por amor al arte, La navidad de Lucy, Alegría y Mapulín, Mr. Cacri, Magicus, en la 2ª y 3ª edición del Micro Teatro Venezuela en Sin pecado concebido, Venezolanos desesperados y Triángulo.
En la televisión se ha destacado por algunas series como Clase de disparate, Un esposo para Estela, El árbol de Gabriel, Nora y Entre tu amor y mi amor.

## Filmografía
Cine
- Maroa (2006) como Yuleisi.[5]
- Postales de Leningrado (2007) como Marcela.[6]
- Cyrano Fernández (2008) como Micaela.[7]
- Día naranja (2011).[8]
- Hermano (2010) como Graciela joven.
- La vida precoz y breve de Sabina Rivas (2012) como Sabina Rivas.[9][10]
- El malquerido (2015) como Mariela Montiel.[11]
- El Show de Willi (2016) como Maricielo Morales.[12]

Cortometrajes
- Los elefantes nunca olvidan (2004).
- El reformado (2005).
- El silencio de los sapos.
- Onda corta (2008) como Niña.
- ¿Qué importa cuánto duran las pilas? (2005) como Marivi
- Hijo de puta (2012) como Andrea.

Teatro
- La Plazoleta.
- Sueños de una noche de verano.
- Un hombre es un hombre.
- Romeo y Julieta.
- La Sangre.
- Impregnado en mi piel.
- Carlitos el súper héroe.
- Pos amor al arte.
- La navidad de Lucy.
- Alegría y Mapulín.
- Mr. Cacri.
- Magicus.
- Sin pecado concebido.
- Venezolanos desesperados.
- Triángulo.

Televisión
- Clase de Disparate (2008).
- Un esposo para Estela (2009) como Malena Alberti Menocal.
- Los misterios del amor (2009) como Dayana
- El árbol de Gabriel  (2011) como Zuleika.[13]
- Nora (2014) como Malabar.
- Entre tu amor y mi amor (2016) como Maricielo Morales Buendía.[14]

## Premios y nominaciones
| Año  | Premio                           | Trabajo                                | Categoría               | Resultado |
| ---- | -------------------------------- | -------------------------------------- | ----------------------- | --------- |
| 2013 | Premios Ariel                    | La vida precoz y breve de Sabina Rivas | Mejor Actriz            | Nominada  |
| 2012 | Semana de cine de Valladolid     | La vida precoz y breve de Sabina Rivas | Mejor Actriz            | Ganadora  |
| 2010 | Premio Ronda                     | Un esposo para Estela                  | Mejor Actriz Revelación | Ganadora  |
| 2006 | Premio Cine Municipal de Caracas | Maroa                                  | Mejor Actriz            | Nominada  |
| 2005 | CNAC                             | Los elefantes nunca olvidan            | Mejor Actriz            | Nominada  |